# Corina del Parral
Corina del Parral Durán (25 tháng 1 năm 1905, Bahía Blanca - 8 tháng 2 năm 1979, Buenos Aires) là một nhà văn, nhà thơ, ca sĩ, nhà soạn nhạc người Argentina. Sau khi kết hôn với Tổng thống Jose María Velasco Ibarra, bà phục vụ bốn nhiệm kỳ với tư cách là Đệ nhất phu nhân của Ecuador.

## Tiểu sử
Corina del Parral Durán được sinh ra ở Bahía Blanca, Argentina bởi Ernesto del Parral López và Corina Eulogia Durán Peña vào ngày 25 tháng 1 năm 1905. Bà bắt đầu nghiên cứu cơ bản tại Học viện Jeanne cụrc của Pháp và âm nhạc tại Nhạc viện Williams, cả ở Bahía Blanca. Bà tốt nghiệp Nhạc viện với điểm số cao, sau đó đi đến Buenos Aires để tiếp tục học âm nhạc. Sử dụng giáo dục âm nhạc của mình, del Parral đã sáng tác các tác phẩm cổ điển cho piano và dàn nhạc, và âm nhạc dân gian Argentina và Ecuador. Là một phần của nhóm Los Brillantes, người mà bà đảm nhận vị trí giọng nữ, âm nhạc của bà đã được ghi lại trên đĩa acetate. Các tác phẩm của Parral với tư cách là một nhà văn đã được thu thập bởi văn hóa House of Ecuador và Ngân hàng Trung ương Ecuador.
Năm 1934, Parral và mẹ bà đã tham dự một buổi chiêu đãi cho một hội nghị toàn quyền ở Ecuador tại Buenos Aires, nơi bà đã gặp Tổng thống mới đắc cử của Ecuador, ông Jose María Velasco Ibarra. Khi bị phế truất, del Parral bắt đầu tương tác với Velasco để khuyến khích ông trong thời gian lưu vong đến Colombia. Mối quan hệ đa quốc gia của cặp đôi này đã dẫn đến cuộc hôn nhân của họ ở Buenos Aires vào ngày 24 tháng 8 năm 1938.

### Đệ nhất phu nhân Ecuador
Khi ông Jose María Velasco Ibarra được bầu lần thứ hai vào năm 1944, Parral trở thành Đệ nhất phu nhân của Ecuador. Trong lúc này, bà đã thành lập Viện Trẻ em và Gia đình Quốc gia, một vị trí mà từ đó sẽ được quản lý bởi tất cả các Đệ nhất phu nhân Ecuador.

## Trích dẫn
1. 1 2 3  "Los 100 años de Corina de Velasco". Diario Hoy. ngày 25 tháng 1 năm 2005. Bản gốc lưu trữ ngày 2 tháng 4 năm 2015. Truy cập ngày 1 tháng 4 năm 2015.
2. 1 2  "Corina Parral de Velasco Ibarra, cien años de intensa presencia". Diario La Hora. ngày 27 tháng 1 năm 2005. Truy cập ngày 1 tháng 4 năm 2015.